# Stazione di Nishikujō
La stazione di Nishikujō (西九条駅?, Nishikujō-eki) è una delle stazioni della Linea Circolare di Ōsaka e della linea Sakurajima della JR West, e della linea Namba delle Ferrovie Hanshin situata a Osaka.

## Linee

### Treni
- JR West
  - ■ Linea Circolare di Ōsaka
  - ■ Linea Sakurajima
- Ferrovie Hanshin
  - ● Linea Hanshin Namba